# Szuzukake no ki no micsi de „Kimi no hohoemi o jume ni miru” to itte simattara bokutacsi no kankei va dó kavatte simau no ka, bokunari ni nannicsi ka kangaeta ue de no jaja kihazukasii kecuron no jó na mono
A Szuzukake no ki no micsi de „Kimi no hohoemi o jume ni miru” to itte simattara bokutacsi no kankei va dó kavatte simau no ka, bokunari ni nannicsi ka kangaeta ue de no jaja kihazukasii kecuron no jó na mono (鈴懸の木の道で「君の微笑みを夢に見る」と言ってしまったら僕たちの関係はどう変わってしまうのか、僕なりに何日か考えた上でのやや気恥ずかしい結論のようなもの; Hepburn: Suzukake no Ki no Michi de "Kimi no Hohoemi o Yume ni Miru" to Itte Shimattara Bokutachi no Kankei wa Dō Kawatte Shimau no ka, Bokunari ni Nannichi ka Kangaeta Ue de no Yaya Kihazukashii Ketsuron no Yō na Mono, ’Az a kicsit kínos következtetés, melyre az után jutottam, miután napokig elmélkedtem arról, hogy hogyan változna meg a kapcsolatunk, ha egy platánfákkal kirakott úton sétálva azt mondanám: „A mosolyodról álmodozok”’) – az AKB48 japán idol lányegyüttes harmincnegyedik kislemeze, mely 2013. december 11-én jelent meg Japánban. Mivel a dal címe 76 karakterből áll japán nyelven, illetve Hepburn-átírásban 210-ből, ezért a címét „Szuzukake nancsara” (鈴懸なんちゃら; Hepburn: Suzukake Nanchara, ’Platánfa blablabla’) alakban rövidítették az együttes NHK japán televízióadón leadott heti műsorában, illetve egyéb alkalmakkor „Szuzukake no ki no micsi de…jaja kihazukasii kecuron no jó na mono” (鈴懸の木の道で...（略）やや気恥ずかしい結論のようなもの; a „rjaku” (略; Hepburn: ryaku) a rövidítés vagy kihagyás jele a japán nyelvben) alakban is írták. A kislemez az Oricon év végi összesített eladási listáján a negyedik helyen végzett 1 086 491 példánnyal.

## Háttér
A kislemez címadó dalának 16 szereplőjét 2013. szeptember 18-án egy a Nippon Budókanban tartott kő-papír-olló-bajnokságon határozták meg, melyben az AKB48 és testvércsoportjainak tagjai vettek részt. Miután a selejtezőkörökben eldőlt, hogy kik szerepelnek a kislemezen, a verseny egy tizenhatszereplős, egyeneskieséses szakasszal folytatódott tovább, melyben azt határozták meg, hogy kik kapják a kedvezőbb koreográfiai pozíciókat a dal videóklipjében. A bajnokság győztese, a „középső” (a koreográfia középpontjában lévő) pozíció nyertese Macui Dzsurina, az SKE48 tagja volt.
A dal az első helyen végzett a 2015. január 21–25. között a Tokyo Dome City Hallban megtartott Request Hour Setlist 1035 rendezvényen.
A korábbi AKB48-daloktól eltérően ehhez a számhoz nem egy „drámaverziót”, hanem egy alternatív táncfelvételt tettek közzé az együttes YouTube-csatornáján.

## Kompozíció
A lemez címadó dalát Oda Tecuró szerezte. A dal japán címe 76 japán karakterből áll. A számot egy fiú nézőpontjából éneklik.[forrás?]

## Promóció és megjelenés
A kislemez öt különálló típusban jelent meg: A-, S-, N- és H-típusban, illetve egy színházi kiadásban. Mindegyik típuskiadás egy az AKB48 vagy valamelyik testvércsoportja által előadott dalt tartalmaz. A kiadvány mellé a 2014-ben megrendezett AKB48 Request Hour Set List 200 rendezvényre szóló szavazókártyát, illetve az elsőnyomott példányokhoz két véletlenszerűen kiválasztott fényképet is csomagoltak.

## Számlista
A CD első és a második, a negyedik és az ötödik, illetve a DVD első, második és harmadik dala az összes kiadványon megegyezik. A színházi kiadás nem tartalmaz DVD-t.

### A-típus
| CD    | CD | CD         | CD     | CD    | CD | CD | CD | CD | CD |
|       | Cím | Zene       | Előadó | Hossz |    |    |    |    |    |
| ----- | --- | ---------- | ------ | ----- | -- | -- | -- | -- | -- |
| 1.    | Szuzukake no ki no micsi de „Kimi no hohoemi o jume ni miru” to itte simattara bokutacsi no kankei va dó kavatte simau no ka, bokunari ni nannicsi ka kangaeta ue de no jaja kihazukasii kecuron no jó na mono (鈴懸の木の道で「君の微笑みを夢に見る」と言ってしまったら僕たちの関係はどう変わってしまうのか、僕なりに何日か考えた上でのやや気恥ずかしい結論のようなもの ())                                 | Oda Tecuró | AKB48  | 5:28  |    |    |    |    |    |
| 2.    | Mosh & Dive |            | AKB48  | 3:36  |    |    |    |    |    |
| 3.    | Party Is Over |            | AKB48  | 5:53  |    |    |    |    |    |
| 4.    | Szuzukake no ki no micsi de „Kimi no hohoemi o jume ni miru” to itte simattara bokutacsi no kankei va dó kavatte simau no ka, bokunari ni nannicsi ka kangaeta ue de no jaja kihazukasii kecuron no jó na mono (instrumentális) (鈴懸の木の道で「君の微笑みを夢に見る」と言ってしまったら僕たちの関係はどう変わってしまうのか、僕なりに何日か考えた上でのやや気恥ずかしい結論のようなもの off vocal ver. ()) | Oda Tecuró | AKB48  | 5:28  |    |    |    |    |    |
| 5.    | Mosh & Dive (instrumentális) |            | AKB48  | 3:36  |    |    |    |    |    |
| 6.    | Party Is Over (instrumentális) |            | AKB48  | 5:50  |    |    |    |    |    |
| 29:53 | |            |        |       |    |    |    |    |    |

| 1. | Szuzukake no ki no micsi de „Kimi no hohoemi o jume ni miru” to itte simattara bokutacsi no kankei va dó kavatte simau no ka, bokunari ni nannicsi ka kangaeta ue de no jaja kihazukasii kecuron no jó na mono (videóklip, rövidfilm-változat) (鈴懸の木の道で「君の微笑みを夢に見る」と言ってしまったら僕たちの関係はどう変わってしまうのか、僕なりに何日か考えた上でのやや気恥ずかしい結論のようなもの Music Video -Short Film ver.- ()) |  |
| 2. | Szuzukake no ki no micsi de „Kimi no hohoemi o jume ni miru” to itte simattara bokutacsi no kankei va dó kavatte simau no ka, bokunari ni nannicsi ka kangaeta ue de no jaja kihazukasii kecuron no jó na mono (videóklip) (鈴懸の木の道で「君の微笑みを夢に見る」と言ってしまったら僕たちの関係はどう変わってしまうのか、僕なりに何日か考えた上でのやや気恥ずかしい結論のようなもの Music Video ())                                       |  |
| 3. | Mosh & Dive (videóklip) |  |
| 4. | Party Is Over (videóklip) |  |

### S-típus
| CD    | CD                      | CD     | CD    | CD | CD | CD | CD | CD | CD |
|       | Cím                     | Előadó | Hossz |    |    |    |    |    |    |
| ----- | ----------------------- | ------ | ----- | -- | -- | -- | -- | -- | -- |
| 3.    | Escape                  | SKE48  | 4:11  |    |    |    |    |    |    |
| 6.    | Escape (instrumentális) |        | 4:09  |    |    |    |    |    |    |
| 26:30 |                         |        |       |    |    |    |    |    |    |

| 4. | Escape (videóklip)                                                                                                  |  |
| 5. | AKB48 34th Single szenbacu dzsanken taikai Documentary (AKB48 34thシングル 選抜じゃんけん大会ドキュメント（仮） ()) |  |

### N-típus
| 3. | Kimi to deatte boku va kavatta! (君と出会って僕は変わった ())                                 | NMB48 | 4:18 |
| 6. | Kimi to deatte boku va kavatta! (instrumentális) (君と出会って僕は変わった off vocal ver. ()) |       | 4:19 |

| 4. | Kimi to deatte boku va kavatta! (videóklip) (君と出会って僕は変わった Video ())              |  |
| 5. | Szaidzsaku dzsoó kettei-szen: Ura dzsanken taikai (最弱女王決定戦 裏じゃんけん大会（仮） ()) |  |

### H-típus
| 3. | Wink va szankai (ウインクは3回 ())                                 | HKT48 | 4:17 |
| 6. | Wink va szankai (instrumentális) (ウインクは3回 off vocal ver. ()) |       | 4:17 |

| 4. | Wink va szankai (videóklip) (ウインクは3回 Music Video ()) |  |
| 5. | Love sugjó (videóklip) (LOVE修行 Music Video ())           |  |

### Színházi kiadás
| 3. | Erande Rainbow                  | Tentómu csu! | 4:20 |
| 6. | Erande Rainbow (instrumentális) |              | 4:20 |

## Közreműködők

### Szuzukake no ki no micsi de…jaja kihazukasii kecuron no jó na mono
A felvételeken közreműködő tagokat az AKB48 2013-as kő-papír-olló-bajnokságán határozták meg. A tagok neve után zárójelben az eredményük van feltüntetve.
Közép: Macui Dzsurina
- A-csapat: Kikucsi Ajaka (8), Szaszaki Jukari (14), Tano Júka (7)
- K-csapat: Abe Maria (5), Kitahara Rie (10), Hirata Rina (3)
- B-csapat: Ója Sizuka (9), Natori Vakana (6), Fudzsie Reina (11)
- Kenkjúszei: Cucsijaszu Mizuki (13), Jumoto Ami (16)
- B-csapat/SKE48 KII-csapat: Óba Mina (4)
- SKE48 S-csapat/AKB48 K-csapat: Macui Dzsurina (1)
- SKE48 E-csapat/AKB48 K-csapat: Furuhata Nao (15)
- NMB48 BII-csapat: Kamieda Emika (2)
- NMB48 kenkjúszei: Uno Mizuki (12)

### Mosh & Dive
Forrás: King Records
- A-csapat: Irijama Anna, Kavaei Rina, Takahasi Minami, Jokojama Jui, Vatanabe Maju
- K-csapat: Ósima Júko, Kuramocsi Aszuka, Nagao Marija, Mutó Tomu
- B-csapat: Umeda Ajaka, Kasivagi Juki, Kató Rena, Kodzsima Haruna, Simazaki Haruka
- 4-csapat: Ivatate Szaho, Minegisi Minami, Murajama Juiri
- B-csapat/NMB48 N-csapat: Icsikava Miori, Vatanabe Mijuki
- SKE48 KII-csapat: Szuda Akari
- SKE48 E-csapat: Macui Rena
- NMB48 N-csapat: Jamamoto Szajaka
- HKT48 H-csapat/AKB48 A-csapat: Kodama Haruka
- HKT48 H-csapat: Szasihara Rino
- JKT48 J-csapat/AKB48 B-csapat: Takadzsó Aki

### Party Is Over
Az AKB48 énekli.[forrás?]
Közép: Ovada Nana
- A-csapat: Irijama Anna, Kavaei Rina, Takahasi Minami, Jokojama Jui, Vatanabe Maju
- K-csapat: Ósima Júko, Nagao Marija
- B-csapat: Kasivagi Juki, Kató Rena, Kodzsima Haruna, Simazaki Haruka
- 4-csapat: Okada Nana, Kodzsima Mako, Nisino Miki, Minegisi Minami
- AKB48 kenkjúszei: Ovada Nana

### Escape
Az SKE48 énekli.
Közép: Jamada Mizuho
- SKE48 S-csapat: Isida Anna, Ója Maszana, Kizaki Juria, Nakanisi Júka, Mukaida Manacu
- SKE48 S-csapat/AKB48 K-csapat: Macui Dzsurina
- SKE48 KII-csapat: Sibata Aja, Szuda Akari, Takajanagi Akane, Furukava Airi, Jamada Mizuho
- SKE48 KII-csapat/AKB48 B-csapat: Óba Mina
- SKE48 E-csapat: Azuma Rion, Kimoto Kanon, Szuga Nanako, Macui Rena
- SKE48 E-csapat/AKB48 K-csapat: Furuhata Nao
- SKE48 kenkjúszei: Kitagava Rjóha

### Kimi to deatte boku va kavatta
Az NMB48 énekli.[forrás?]
Közép: Sibuja Nagisza.
- B-csapat/NMB48 N-csapat: Icsikava Miori, Vatanabe Mijuki
- NMB48 N-csapat: Ogaszavara Maju, Kotani Riho, Dzsonisi Kei, Siroma Miru, Jamamoto Szajaka, Josida Akari
- NMB48 M-csapat: Takano Jui, Murasze Szae, Jamada Nana
- NMB48 M-csapat/AKB48 A-csapat: Jagura Fúko
- NMB48 BII-csapat: Kato Júka, Kamieda Emika, Jabusita Su
- NMB48 kenkjúszei: Sibuja Nagisza

### Wink va szankai
A HKT48 énekli.[forrás?]
Közép: Jabuki Nako
- A-csapat/HKT48 H-csapat: Kodama Haruka
- HKT48 H-csapat: Anai Csihiro, Óta Aika, Kumazava Szerina, Szasihara Rino, Tanaka Nacumi, Macuoka Nacumi, Mijavaki Szakura, Murasige Anna, Motomura Aoi, Morijaszu Madoka
- HKT48 kenkjúszei: Okada Kanna, Tasima Meru, Tomonaga Mio, Fucsigami Mai, Jabuki Nako

## Slágerlistás helyezések

### Billboard-listák
| Lista (2013)            | Helyezés |
| ----------------------- | -------- |
| Billboard Japan Hot 100 | 1        |

### Oricon-listák
| Kislemezlista | Helyezés | Eladások  |
| ------------- | -------- | --------- |
| Napi lista    | 1        | 1 086 491 |
| Heti lista    | 1        | 1 086 491 |
| Havi lista    | 1        | 1 086 491 |
| Éves lista    | 4        | 1 086 491 |

## Megjelenés
| Dátum              | Verzió   | Katalógusszám               | Formátum | Kiadó        |
| ------------------ | -------- | --------------------------- | -------- | ------------ |
| 2013. december 11. | A-típus  | Normál kiadás (KIZM–253/4)  | CD+DVD   | King Records |
| 2013. december 11. | S-típus  | Normál kiadás (KIZM–255/6)  | CD+DVD   | King Records |
| 2013. december 11. | N-típus  | Normál kiadás (KIZM–257/8)  | CD+DVD   | King Records |
| 2013. december 11. | H-típus  | Normál kiadás (KIZM–259/60) | CD+DVD   | King Records |
| 2013. december 11. | Színházi | Normál kiadás (NMAX–1159)   | CD       | King Records |